# Karl Julius Witt
Karl Witt (eigentlich Carl Julius Witt, * 14. Oktober 1885 in Trupermoor/Kreis Osterholz; † 19. Oktober 1969 in Wedel) war ein Lehrer, Politiker (DNVP/NSDAP) und Hamburger Schulsenator in der Zeit des Nationalsozialismus.

## Leben
Nach dem Besuch des Lehrerseminars in Bederkesa trat Witt 1906 in den Hamburger Schuldienst ein, zunächst als Volksschullehrer, später als Gewerbelehrer. Ab 1911 besuchte er nebenher Vorlesungen am Hamburgischen Kolonialinstitut und an der 1919 daraus hervorgegangenen Universität. Im Ersten Weltkrieg diente er als Freiwilliger in der kaiserlichen Marine in Flandern und wurde im Dezember 1918 im Rang eines Kapitänleutnants aus dem Dienst entlassen. Er kehrte in den Schuldienst zurück und schloss sich dem im November 1920 gegründeten völkischen und antisemitischen Junglehrerbund Baldur an, dessen Vorsitzender er 1922, kurz vor dem Verbot des Bundes, wurde. Auch danach trat Witt berufspolitisch in Erscheinung, unter anderem als gewähltes Mitglied der Lehrerkammer und im Schulbeirat (ab 1922) sowie als Deputierter in der Schulbehörde (ab 1931).

### Abgeordneter
1924 wurde Witt für die Deutschvölkische Freiheitspartei (DVFP), eine radikalvölkische Abspaltung der Deutschnationalen Volkspartei (DNVP), in die Hamburger Bürgerschaft gewählt. Nach dem Verbot der DVFP noch im gleichen Jahr schloss sich Witt der DNVP-Fraktion an und gehörte für diese (zuletzt unter dem Namen Kampffront Schwarz-Weiß-Rot) bis 1933 der Bürgerschaft an. 1932 kandidierte er auch für die DNVP bei den Reichstagswahlen. In der Bürgerschaft wurde Witt vor allem durch antisemitische Reden bekannt.

### Senator
Bei der Senatsbildung im März 1933 setzte die DNVP neben Fraktionsführer Max Stavenhagen auch Witt, der von der NSDAP nicht erwünscht war, als Senator durch. Am 8. März 1933 wurde Witt mit 79 Stimmen in den von Carl Vincent Krogmann geführten Hamburger Senat als Senator für die Schulverwaltung gewählt. Am 1. Mai 1933 trat er in die NSDAP ein. Als im September 1933 der Senat verkleinert wurde, schied Witt aus dem Gremium aus und war als Präsident der neugebildeten Landesunterrichtsbehörde fortan formell dem neuen Senator Wilhelm von Allwörden unterstellt. Dennoch behielt Witt nicht nur seinen Senatorentitel, sondern auch faktisch die leitende Position in der Hamburger Schulverwaltung und trug damit die Verantwortung für die personellen Säuberungen und die nationalsozialistische Ausrichtung des Hamburger Schul- und Hochschulwesens.
Schon bei seinem Amtsantritt als Senator verschickte Witt an die Schulen seine Zielvorstellungen, die auch von konservativ-nationalistischen Kräften befürwortet werden konnten und daher auch als Integrationsangebot an diese Kreise gewertet wurden. Der Religionsunterricht wurde wieder verbindlich vorgeschrieben, das Fach „Lebenskunde“ entfiel. Unter Witts Verantwortung wurden am 20. August 1933 insgesamt 315 Schulleiter aus dem Amt entfernt und durch politisch genehme Lehrer ersetzt; außerdem wurden 171 verheiratete Lehrerinnen als „Doppelverdiener“ entlassen. Bis 1935 wurden 637 Lehrer entlassen, die den Nationalsozialisten politisch missliebig waren.
Nach dem Groß-Hamburg-Gesetz und der anschließenden Zweiteilung der Hamburger Verwaltung in eine staatliche und eine kommunale Ebene wurde Witt 1938 als Leiter des Schulwesens der Gemeindeverwaltung zugeordnet. Der ihm bisher nachgeordnete Landesschulrat Wilhelm Schulz wurde hingegen zuständiger Abteilungsleiter in der „Staatsverwaltung“ und damit faktisch Witts Vorgesetzter. Der damit verbundenen schleichenden Entmachtung entzog sich Witt im November 1940 durch die freiwillige Einberufung zur Kriegsmarine und kehrte erst kurz vor Kriegsende Anfang 1945 in die Schulverwaltung zurück.

### Nach dem Kriege
Am 11. Mai 1945 wurde Witt auf Anordnung der britischen Militärregierung aus seinem Amt als hauptamtlicher Beigeordneter der Schulverwaltung entlassen. Im Entnazifizierungsverfahren als „Mitläufer“ (Kategorie IV), später „unbelastet“ (V) eingestuft, erhielt er 1949 das Ruhegehalt eines Gewerbeoberlehrers und erstritt sich 1954 im Rahmen eines gerichtlichen Vergleichs das Ruhegehalt eines Oberschulrates. In diesem Rechtsstreit beteuerte Witt, „innerlich kein Nationalsozialist“ gewesen zu sein.